# 김민수 (1997년)
김민수(한국 한자: 金珉受, 1997년 10월 29일 ~ )는 대한민국의 축구 선수로, 포지션은 미드필더이다.

## 유스 경력
김민수는 유소년 시절 부경고등학교 축구부를 거쳤으며, 부경고 재학시절 청룡기 전국고등학교 축구대회에서 부경고를 6년만에 정상으로 이끄는 데에 큰 역할을 하였다. 부경고 졸업 후 성균관대학교 축구부에 입단하였다. 김민수는 성균관대 축구부 부동의 10번 에이스로 활약했으며, 2019년 춘계대학축구연맹전에서 성균관대의 사상 첫 우승을 일구어냈다.

## 클럽 경력
K리그1 2020 시즌을 앞두고 FC 서울과 프로 계약을 체결하였다.
2021시즌을 앞두고 전주시민축구단으로 이적했다.

## 국가대표팀 경력
대한민국 U-20 축구 국가대표팀과 덴소컵(한일대학축구정기전) 대표로 선발되기도 하였다.